# Gare de Valleroy - Moineville
La gare de Valleroy - Moinville est une gare ferroviaire française de la ligne de Saint-Hilaire-au-Temple à Hagondange, située sur le territoire de la commune de Valleroy, à proximité de Moineville, dans le département de Meurthe-et-Moselle en région Grand Est.
Elle est mise en service en 1879 par la Compagnie des chemins de fer de l'Est.
C'est une halte ferroviaire de la Société nationale des chemins de fer français (SNCF) desservie par des trains TER Grand Est.

## Situation ferroviaire
Établie à 199 mètres d'altitude, la gare de Valleroy - Moineville est située au point kilométrique (PK) 324,385 de la ligne de Saint-Hilaire-au-Temple à Hagondange, entre les gares d'Hatrize et d'Auboué.
Gare de bifurcation elle est également l'origine de la ligne de Valleroy-Moineville à Villerupt-Micheville (déclassée).

## Histoire
La gare de Valleroy - Moineville est mise en service le 1er septembre 1879 par la Compagnie des chemins de fer de l'Est, lorsqu'elle ouvre à l'exploitation l'embranchement de Conflans à Briey.
Le 10 avril 1901 le projet d'établissement d'une deuxième voie entre Conflans-Jarny et Valleroy - Moineville implique un remaniement de l'ensemble des voies de la gare. Ce projet de réaménagement de la gare est approuvé le 7 août 1902 et déclaré d'utilité publique par un décret du 11 juin.
En 1907, des locaux sont construits pour les agents des trains. En 1909, plusieurs chantiers sont réalisés : installation de l'éclairage électrique ; création d'un bureau de la petite vitesse et agrandissement ; par allongement, de la halle à marchandises ; création d'un chantier de désinfection des wagons ; ajout de trois voies de service ; équipement du dépôt de locomotives avec un pont tournant de 15 m de long. En 2010, la création d'un deuxième espace de débord nécessite l'achat de parcelles et la création d'une déviation de la route départementale n°1. La mise à deux voies de la ligne entre Conflans et Valleroy a lieu le 12 décembre 1910. En 1911, les chantiers concernent un agrandissement de l'espace dédié à la grande vitesse, à la pose des nouvelles voies numéros XX et XXII, à la construction d'un magasin spécifique au matériel de voie.

La gare vers 1910
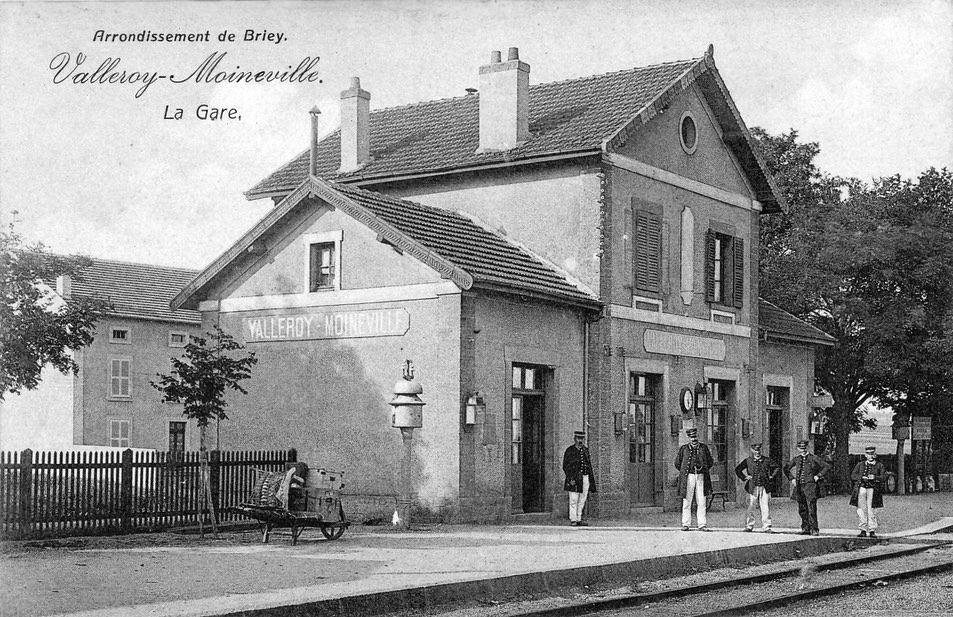
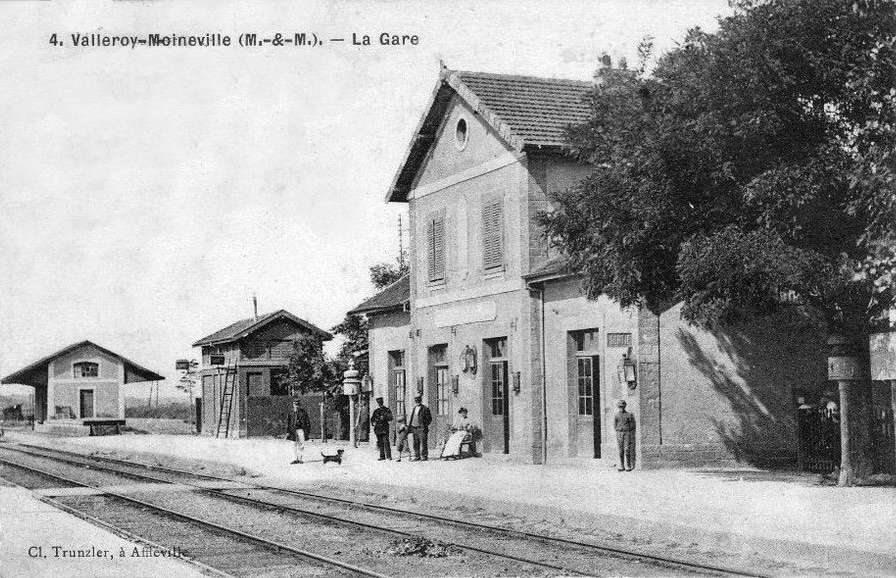

Durant la Première Guerre mondiale les agrandissements de la gare réalisés de 1908 à 1913 ont été fortement endommagés, en 1920 leur reconstruction est en cours.
En 1956, le trafic marchandises est au plus haut, la SNCF réalise l'électrification de la ligne entre les gares de Conflans - Jarny et Mancieulles - Bettainvillers, via Valleroy.
Au début des années 1970, les mines du bassin ferment ce qui entrainent la fermeture des nombreuses entreprises qui en dépendent. Le 6 août 1973 le service des voyageurs est fermé entre Valleroy et la gare de Briey.

## Fréquentation
De 2015 à 2024, selon les estimations de la SNCF, la fréquentation annuelle de la gare s'élève aux nombres indiqués dans le tableau ci-dessous.
| Année     | 2015   | 2016  | 2017  | 2018  | 2019  | 2020  | 2021  | 2022  | 2023  | 2024  |
| --------- | ------ | ----- | ----- | ----- | ----- | ----- | ----- | ----- | ----- | ----- |
| Voyageurs | 11 184 | 7 290 | 6 264 | 5 797 | 7 166 | 3 707 | 4 073 | 5 955 | 8 602 | 7 718 |

## Service des voyageurs

### Accueil
Halte ferroviaire SNCF, c'est un point d'arrêt non géré (PANG) à accès libre.

### Desserte
Valleroy - Moineville est desservie par les trains TER Grand Est qui effectuent des missions entre les gares de Verdun, ou de Conflans - Jarny et de Hagondange, ou de Metz-Ville.

### Intermodalité
Le stationnement des véhicules est possible à proximité de l'ancien bâtiment voyageurs.